# Brigitte Weidmann
Brigitte Weidmann, auch Brigitte Henniger-Weidmann (geboren 13. April 1940 in Zürich; gestorben 1994 in Berlin), war eine Schweizer Literaturwissenschaftlerin und Übersetzerin. Sie übersetzte Texte vom Französischen und Englischen ins Deutsche.

## Leben

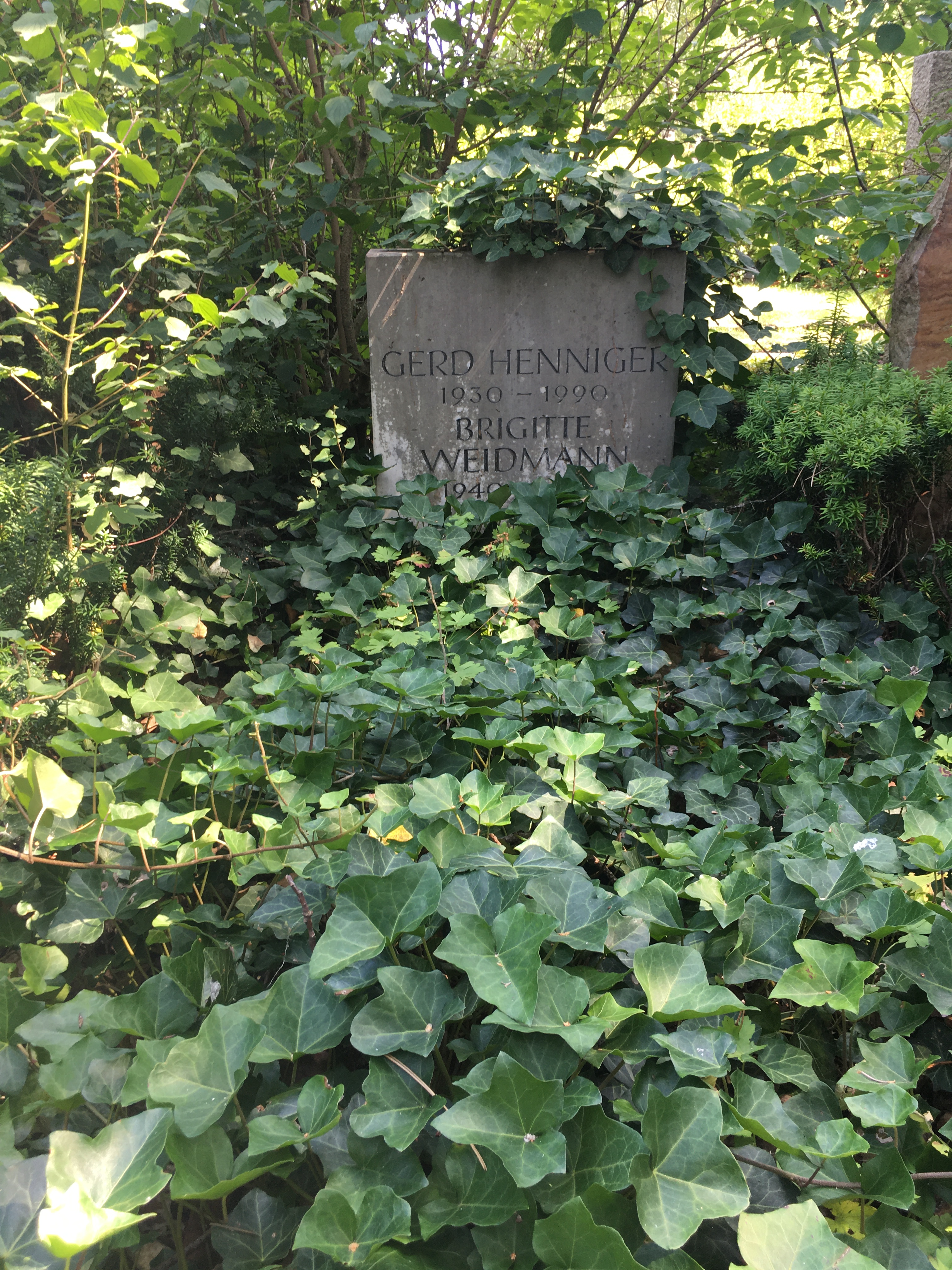
Grabstätte Gerd Henniger und Brigitte Weidmann

Brigitte Weidmann besuchte das Gymnasium der Töchterschule der Stadt Zürich und schloss es 1959 mit der Matura ab. Sie studierte an der Universität Wien und der Universität Zürich. 1968 absolvierte sie ihre Dissertation über Heinrich Mann in Zürich.
Weidmann übersetzte zahlreiche zeitgenössische literaturwissenschaftliche, philosophische und literarische Texte aus dem Französischen und dem Englischen. 1992 wurde sie als Stipendiatin in das Stuttgarter Schriftstellerhaus eingeladen. 1994 erhielt sie den Prix lémanique de la traduction der Stadt Lausanne.
Weidmann war verheiratet mit Gerd Henniger. Beide haben einen Teil ihres Nachlasses dem Europäischen Übersetzer-Kollegium Straelen vermacht.

## Publikationen (Auswahl)

### Dissertation
- Brigitte Henniger-Weidmann: Stilkritische Betrachtungen zu Heinrich Manns artistischen Novellen Pippo Spano und Die Branzilla. Keller, Zürich 1968, DNB 456959564.

### Übersetzungen aus dem Französischen
- Giorgio de Chirico: Hebdomeros. Henssel, Berlin 1969, DNB 456270752 (Originaltitel: Hebdomeros.).
- Clément Brunoy: Salyne: Roman. Desch, München Wien Basel 1970, ISBN 3-420-04594-8 (Originaltitel: Salyne.).
- Alfred Jarry: Ansichten über das Theater. Verlag Die Arche, Zürich 1970, DNB 457093986.
- Paul Arnold: Unter tibetischen Lamas: Eine Chronik der Begegnungen. Henssel, Berlin 1971 (Originaltitel: Avec les lamas tibétains.).
- Alfred Jarry: Messalina. Mit einem Vorwort von René Massat und einem Essay über die Orgie von Eduard Fuchs. Rogner & Bernhard, München 1971, ISBN 3-920802-76-4 (Originaltitel: Messalina.).
- Clément Brunoy: Salyne in London: Roman. Desch, München Wien Basel 1971, ISBN 3-420-04624-3 (Originaltitel: Salyne à Londres.).
- Die Schule der Freudenmädchen. Desch, Wien München Basel 1971, ISBN 3-420-04632-4 (Originaltitel: L' école des biches.).
- Antonin Artaud: Heliogabal oder der gekrönte Anarchist. Rogner & Bernhard, München 1972, ISBN 3-920802-85-3 (Originaltitel: Héliogabale ou l'anarchiste couronné. 1934.).
- Danielle Hunebelle: Dear Henry: Begegnungen mit Henry Kissinger. Desch, München Wien Basel 1972, ISBN 3-420-04661-8 (Originaltitel: Dear Henry.).
- Salvador Dalí: Die Eroberung des Irrationalen. Essays. Ullstein, Berlin 1973, ISBN 3-548-03002-5 (Originaltitel: Oui. 1930.).
- Frederick Leboyer: Der sanfte Weg ins Leben: Geburt ohne Gewalt. Desch, München 1974, ISBN 3-420-04710-X (Originaltitel: Pour une naissance sans violence.).
- Salvador Dali: Unabhängigkeitserklärung der Phantasie und Erklärung der Rechte des Menschen auf seine Verrücktheit: gesammelte Schriften. Hrsg.: Axel Matthes, Tilbert Diego Stegmann. Rogner & Bernhard, München 1975, DNB 750225912.
- Serge Livrozet: Über die Berechtigung, in fremde Taschen zu greifen: Reflexionen e. ehemaligen Diebs. Rogner & Bernhard, München 1975, ISBN 3-8077-0037-4 (Originaltitel: De la prison à la révolte.).
- David G. Maillou: Kadosa. Roman. Ein Afro James Bond. Walter, Olten Freiburg 1981 (Originaltitel: Kadosa. 1979.).
- Roger Caillois: Der Krake. Versuch über die Logik des Imaginativen. Hanser, München Wien 1986, ISBN 3-446-14177-4 (Originaltitel: La pieuvre.).
- Aimé Césaire: Poesiealbum 231. Übertragung der Texte von Janheinz Jahn, Klaus Labs und Brigitte Weidmann. Zweisprachig: französisch-deutsch. Volk und Welt, Berlin 1986.
- Aimé Césaire: Jede Insel ist Witwe. Gedichte. Übertragung durch Klaus Laabs und Brigitte Weidmann. Volk und Welt, Berlin 1986.
- Milan Kundera: Die Kunst des Romans. Aufsatzsammlung. Hanser, München 1987 (Originaltitel: L' art du roman.).[4]
- Aimé Césaire: Gedichte. Nachwort von Michel Leiris. Hanser, München 1987, ISBN 3-446-13920-6.
- Roger Caillois: Der Mensch und das Heilige. Mit einem Nachwort von Peter Geble. Hanser, München 1988, ISBN 3-446-14624-5.
- Kenizé Mourad: Im Namen der toten Prinzessin. Roman eines Lebens. Piper, München 1989, ISBN 3-492-03218-4 (französisch: De la part de la princesse morte. 1987.).
- Paul Virilio: Der negative Horizont: Bewegung, Geschwindigkeit, Beschleunigung. Hanser, München Wien 1989, DNB 891353356 (Originaltitel: L' horizon négatif.).
- Antonin Artaud: Mexiko. Die Tarahumaras. Revolutionäre Botschaften. Briefe. Herausgegeben und Übersetzung der "Addenda" von Bernd Mattheus. Matthes & Seitz, Berlin 1992, ISBN 978-3-88221-259-4.[5]
- Guy Sorman (Hrsg.): Denker unserer Zeit: 28 Gespräche mit Isaiah Berlin, Bruno Bettelheim, Claude Lévi-Strauss, Octavio Paz, Karl Popper u. a. List, München Leipzig 1993, ISBN 3-471-78638-4 (Originaltitel: Les vrais penseurs de notre temps.).
- Georges Bataille: Das Unmögliche. Fischer, Frankfurt am Main 1994, ISBN 3-596-10674-5 (französisch: La haine de la poésie. 1947.).
- Patrick Grainville: Zorn. Roman. Klett-Cotta, Stuttgart 1994, ISBN 3-608-93190-2 (Originaltitel: Colère.).
- Georges Bataille: Das Unmögliche. Fischer Taschenbuch, Frankfurt am Main 1994, ISBN 3-596-10674-5 (Originaltitel: L' impossible.).
- René Daumal: Das große Besäufnis. zero sharp, Berlin 2018, ISBN 3-945421-06-3 (Originaltitel: La grande beuverie. 1938.).
- Ulf Müller, Michael Zöllner (Hrsg.): Der Haschisch-Club. Ein literarischer Drogentrip. Tropen. Darin Mexikos magische Landschaften, übersetzt von Brigitte Weidmann.
- Luis Bunuel/Salvador Dali: Ein andalusischer Hund. Rogner & Bernhard, Hamburg.
- Robert Escarpit: Von Horizont zu Horizont: Roman. Ed. Erdmann in K. Thienemanns Verl., Stuttgart Wien.

### Übersetzungen aus dem Englischen
- Laurens Van der Post: Durchs grosse Durstland müsst ihr ziehn: Roman. Diogenes, Zürich 1996, ISBN 3-257-22939-9 (Originaltitel: A far-off place.).
- J. M. Coetzee: Warten auf die Barbaren. Henssel, Berlin 1984, ISBN 3-87329-109-6 (Originaltitel: Waiting for the Barbarians.).
- Laurens Van Der Post: Wenn Stern auf Stern aus der Milchstrasse fällt: Roman. Henssel, Berlin 1973, ISBN 3-87329-078-2 (Originaltitel: A story like the wind.).

### Artikel
- Wirklichkeit und Erinnerung in Max Frischs 'Homo faber'. In: Schweizer Monatshefte. Band 44, S. 445–456.

### Dokumentation zu Brigitte Weidmann
- WEIDMANN, Brigitte (1940–1994). Dokumentation mit Bibliographie. Aufsatzsammlung. Ulrich Keicher, Warmbronn 1997, ISBN 3-924316-98-8.

## Auszeichnungen
- 1992 Stipendium im Stuttgarter Schriftstellerhaus
- 1994 Prix lémanique de la traduction